# 愛と情熱の青春
『愛と情熱の青春』（あいとじょうねつのせいしゅん）は、西城秀樹の6枚目のオリジナル・アルバム。1976年6月25日にRCAから発売された。

## 内容
- この年の春のヒット曲「君よ抱かれて熱くなれ」が収録されている。

## 収録曲
| #   | タイトル                 | 作詞       | 作曲             | 編曲             |
| --- | ------------------------ | ---------- | ---------------- | ---------------- |
| A1. | 「君よ抱かれて熱くなれ」 | 阿久悠     | 三木たかし       | 三木たかし       |
| A2. | 「風と共に愛は去り」     | 阿久悠     | 馬飼野康二       | D.Roberts        |
| A3. | 「大人への感傷」         | 安井かずみ | 馬飼野康二       | 馬飼野康二       |
| A4. | 「あの愛をふたたび」     | 阿久悠     | すぎやまこういち | すぎやまこういち |
| A5. | 「ふたりだけの夜」       | 阿久悠     | 三木たかし       | 三木たかし       |
| B1. | 「望むなら愛の歌を」     | 阿久悠     | 羽根田武邦       | D.Roberts        |
| B2. | 「愛の幻想」             | 櫛田露狐   | 馬飼野康二       | 馬飼野康二       |
| B3. | 「愛ある出発」           | 櫛田露狐   | 馬飼野康二       | 馬飼野康二       |
| B4. | 「いつも二人で」         | 阿久悠     | すぎやまこういち | すぎやまこういち |
| B5. | 「熱いまなざし」         | 阿久悠     | 穂口雄右         | 穂口雄右         |
| B6. | 「愛のいたわり」         | たかたかし | 鈴木邦彦         | 馬飼野康二       |

## 復刻盤
- 1994年12月16日発売のCD『HIDEKI SAIJO EXCITING AGE'72 - '79』（11枚組）の中の1枚（6枚目）
- 2021年9月17日発売のGOH HOTODAによるデジタルリマスタリング盤（Blu-spec CD2、紙ジャケット仕様）